# Grodowiec
Grodowiec (Duits: Hochkirch) is een plaats in het Poolse district  Polkowicki, woiwodschap Neder-Silezië. De plaats maakt deel uit van de gemeente Grębocice en telt 150 inwoners.